# Xanthocryptus temporalis
Xanthocryptus temporalis là một loài tò vò trong họ Ichneumonidae.